# Kondenserad materia
Kondenserad materia är ett sammanfattande namn på de två aggregationstillstånden fast och vätska. I princip ingår även Bose-Einstein-kondensat i denna grupp.
Termen används ofta för att beskriva kondenserade materiens fysik. Termen fasta tillståndets fysik används för fasta kroppar.